# Harrington (Delaware)
Harrington – miasto w Stanach Zjednoczonych, w stanie Delaware, w hrabstwie Kent.